# Silke Braun-Schwager
Silke Schwager z domu Braun (ur. 8 kwietnia 1969 w Oberwiesenthal) – niemiecka biegaczka narciarska, reprezentująca też NRD i Szwajcarię, srebrna medalistka mistrzostw świata juniorów.

## Kariera
W 1987 roku wystąpiła na mistrzostwach świata juniorów w Saalfelden, gdzie była siódma w biegu na 15 km techniką klasyczną, a w sztafecie była druga. Podczas rozgrywanych dwa lata później mistrzostw świata juniorów w Vang była piąta w sztafecie, szósta w biegu na 5 km stylem klasycznym oraz ósma w biegu na 15 km.
W Pucharze Świata pierwsze punkty zdobyła 10 grudnia 1986 roku w Ramsau, zajmując 14. miejsce w biegu na 10 km stylem dowolnym. Wielokrotnie startowała w zawodach tego cyklu, najlepsze wyniki osiągając 13 grudnia 1987 roku w La Clusaz i 15 stycznia 1988 roku w Toblach, gdzie była dziesiąta, odpowiednio w biegach na 5 i 20 km stylem dowolnym. W klasyfikacji generalnej sezonu 1987/1988 zajęła 31. miejsce.
W 1988 roku wystąpiła na igrzyskach olimpijskich w Calgary, zajmując piąte miejsce w sztafecie i 25. miejsce w biegu 5 km klasykiem. Zajęła też między innymi 24. miejsce w biegach na 10 km stylem dowolnym i stylem klasycznym na mistrzostwach świata w Lahti w 1989 roku.

## Osiągnięcia

### Igrzyska olimpijskie
| Miejsce | Dzień     | Rok  | Miejscowość | Konkurencja             | Czas biegu | Strata  | Zwyciężczyni     |
| ------- | --------- | ---- | ----------- | ----------------------- | ---------- | ------- | ---------------- |
| 25.     | 17 lutego | 1988 | Calgary     | 5 km stylem klasycznym  | 15:04,0    | +1:18,5 | Marjo Matikainen |
| 5.      | 21 lutego | 1988 | Calgary     | Sztafeta 4 × 5 km       | 59:51,1    | +2:28,8 | ZSRR             |
| DNF     | 9 lutego  | 1992 | Albertville | 15 km stylem klasycznym | 42:20,8    | -       | Lubow Jegorowa   |
| 42.     | 15 lutego | 1994 | Lillehammer | 5 km stylem klasycznym  | 14:08,8    | +2:02,4 | Lubow Jegorowa   |
| 39.     | 17 lutego | 1994 | Lillehammer | 5+10 km pościgowy       | 41:38,9    | +5:39,4 | Lubow Jegorowa   |
| 5.      | 21 lutego | 1994 | Lillehammer | Sztafeta 4 × 5 km       | 57:12,5    | +2:52,6 | Rosja            |
| 33.     | 24 lutego | 1994 | Lillehammer | 30 km stylem klasycznym | 1:25:41,6  | +8:25,8 | Manuela Di Centa |

### Mistrzostwa świata
| Miejsce | Dzień     | Rok  | Miejscowość | Konkurencja             | Czas biegu | Strata  | Zwyciężczyni            |
| ------- | --------- | ---- | ----------- | ----------------------- | ---------- | ------- | ----------------------- |
| 24.     | 17 lutego | 1989 | Lahti       | 10 km stylem klasycznym | 29:19,0    | +2:33,4 | Marja-Liisa Kirvesniemi |
| 24.     | 19 lutego | 1989 | Lahti       | 10 km stylem dowolnym   | 27:04,5    | +2:31,7 | Jelena Välbe            |
| 38.     | 19 lutego | 1993 | Falun       | 15 km stylem klasycznym | 44:49,0    | +5:23,0 | Jelena Välbe            |
| 7.      | 25 lutego | 1993 | Falun       | Sztafeta 4 × 5 km       | 54:15,7    | +2:21,3 | Rosja                   |

### Mistrzostwa świata juniorów
| Miejsce | Dzień    | Rok  | Miejscowość | Konkurs                | Wynik     | Strata  | Zwyciężczyni      |
| ------- | -------- | ---- | ----------- | ---------------------- | --------- | ------- | ----------------- |
| 2.      | 6 lutego | 1987 | Asiago      | Sztafeta 3 × 5 km      | 41:26,9   | +16,5   | ZSRR              |
| 7.      | 8 lutego | 1987 | Asiago      | 15 km stylem dowolnym  | 39:59,0   | +2:53,8 | Jelena Trubicyna  |
| 8.      | 16 marca | 1989 | Vang        | 15 km stylem dowolnym  | 50:30,3   | +2:07,5 | Stefania Belmondo |
| 6.      | 18 marca | 1989 | Vang        | 5 km stylem klasycznym | 16:21,8   | +32,1   | Stefania Belmondo |
| 5.      | 19 marca | 1989 | Vang        | Sztafeta 4 × 5 km      | 1:05:15,0 | +36,0   | ZSRR              |

### Puchar Świata

#### Miejsca w klasyfikacji generalnej
- sezon 1986/1987: 52.
- sezon 1987/1988: 31.
- sezon 1992/1993: 47.

#### Miejsca na podium
Braun-Schwager nigdy nie stała na podium zawodów PŚ.